# زاریتشی
زاریتشی (به لاتین: Záříčí) یک منطقهٔ مسکونی در جمهوری چک است که در شهرستان کرومیه‌رژیژ واقع شده‌است. زاریتشی ۸٫۰۵ کیلومتر مربع مساحت و ۷۴۳ نفر جمعیت دارد و ۱۹۶ متر بالاتر از سطح دریا واقع شده‌است.